# Mrao Keryo
Mrao Keryo ist ein Verwaltungsbezirk (Ward) des Distrikts Rombo in der tansanischen Region Kilimandscharo.

## Geografie
Mrao Keryo liegt im Nordosten von Tansania etwa 30 Kilometer Luftlinie nordöstlich der Regionshauptstadt Moshi am südöstlichen Abhang des Mawenzi.  Der Bezirk hat eine West-Ost-Ausdehnung von etwa 20 Kilometern und ist nur rund 2 Kilometer breit. Die Seehöhe steigt von 1100 Meter im Osten auf 3000 Meter im Westen an.
Der Bezirk liegt zwischen Kirwa Keni im Norden und Ushiri Ikuini im Süden. Bei der Volkszählung 2022 lebten 7127 Menschen in 1943 Haushalten auf einer Fläche von 19,8 Quadratkilometern.

## Gliederung
Mrao Keryo besteht aus vier Gemeinden (Mtaa) mit elf Orten (Kitongoji):
| Mrao - Ndima - Hangeri - Mkomta - Kashora | Mmomwe - Monguo - Mmomwe | Keryo - Kinyauli - Kisale Mkovanda - Umarini | Mashuba - Mfongoni - Mashamba |

## Wirtschaft und Infrastruktur
- Bildung: Die Mrao Keryo Secondary School,[7] die Ungwasi Secondary School[8] und die Bustani Secondary School[9] sind staatliche weiterbildende Schulen mit einer Ausbildung bis zur 4. Stufe.
- Gesundheit: Im Bezirk liegen zwei Apotheken, eine staatliche[10] und eine private.[11]